# Pressed Steel Company

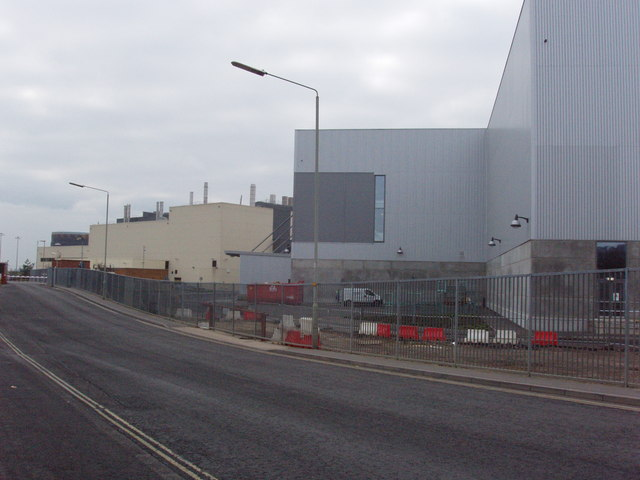
Face sud-est de l'usine Pressed Steel de Cowley en janvier 2007, Actuellement, site de construction de la MINI - Usine d'Oxford

Pressed Steel Company Limited était un fabricant de carrosseries de voitures britannique fondé à Cowley, près d'Oxford, en 1926, une coentreprise entre William Morris et Budd Corporation de Philadelphie (États-Unis), qui tenait la majorité des actions, et la banque Américano-Britannique J. Henry Schroder & Co. À cette époque, la société s'appelait The Pressed Steel Company of Great Britain Limited. Elle acquit les droits des brevets et des processus de Budd pour une utilisation au Royaume-Uni. Morris était intéressé pour son entreprise, Morris Motors Limited.
Pressed Steel a été rachetée en 1965 par la British Motor Corporation qui conduit à l'acquisition de Jaguar par BMC par après, la même année. À la fin de 1966 BMC a changé de nom pour devenir British Motor Holdings (BMH). BMH a fusionné avec Leyland Motors en 1968 pour créer British Leyland et Pressed Steel fut absorbée dans le nouveau conglomérat. De nombreux éléments de l'ancienne Pressed Steel ont été progressivement cédés à la suite de la faillite de British Leyland, et de la nationalisation et de la restructuration qui ont suivi.
Aujourd'hui, trois grandes usines Pressed Steel sont encore en activité; l'usine de Cowley, où les nouveaux modèles Mini sont assemblés, site connu sous le nom "d'Usine d'Oxford". À leur usine de Swindon, la filiale de BMW Swindon Pressings Limited a été créée et produit des pièces pour la nouvelle Mini dans ce qui est maintenant appelé "l'Usine de Swindon". L'usine Pressed Steel de Castle Bromwich fait désormais partie de l'usine principale d'assemblage Jaguar.

## Morris et Budd

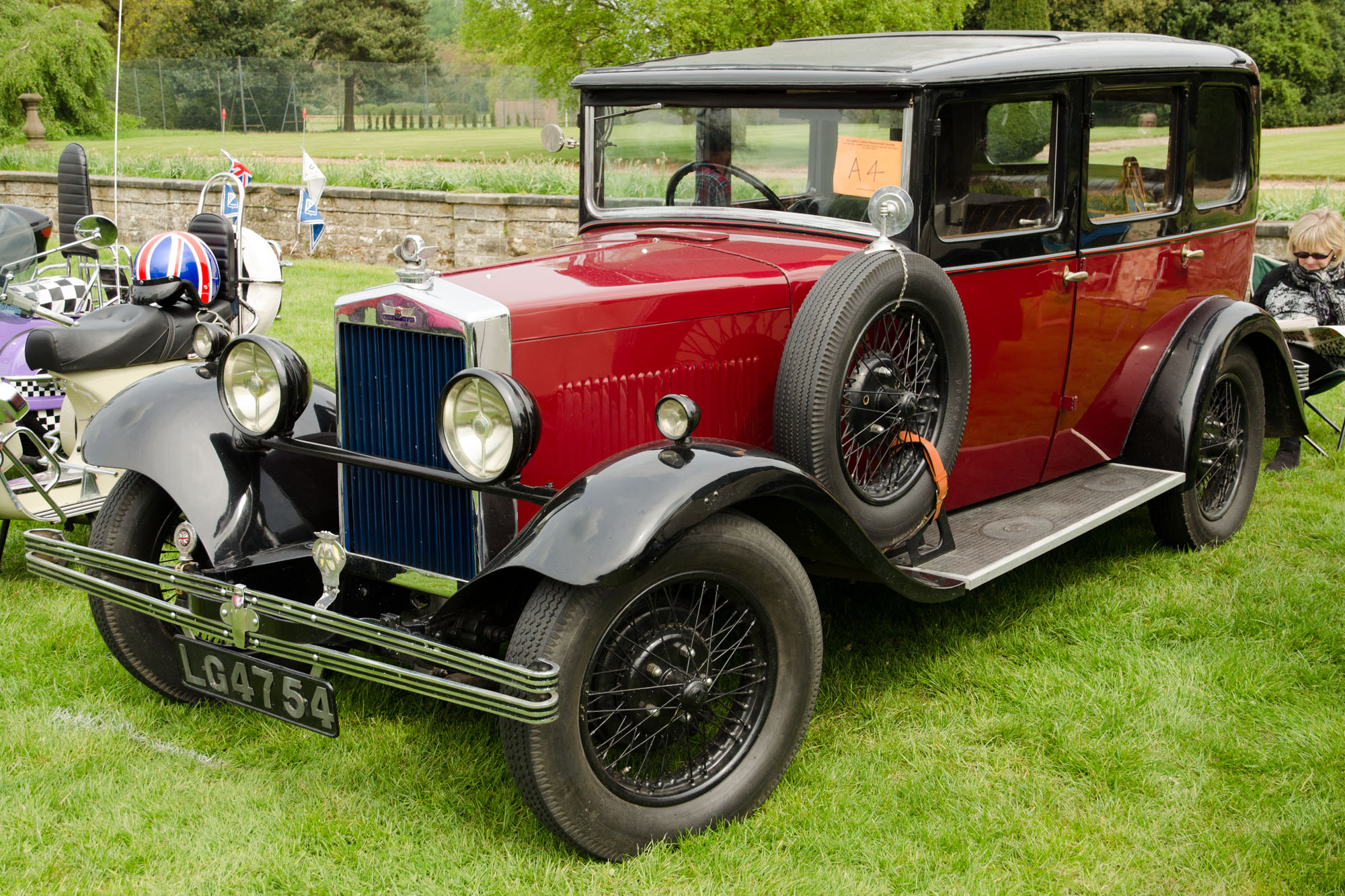
La berline Quinze-Six toute en acier de William Morris avec carrosserie Budd / Pressed Steel.

William Morris avait pressenti le potentiel des carrosseries en acier embouti développées par Budd Corporation aux États-Unis et les voulut pour ses propres voitures. La nouvelle association fournissait au départ des carrosseries à l'usine Morris Motors située à côté, enjambant ce qui est devenu l'actuelle A4142 par un pont.
Ceci plusieurs années après qu'André Citroën coopérait avec Budd en France pour la construction des carrosseries Citroën.
L'association n'a pas été un succès. En mai 1930, il fut annoncé que des dispositions avaient été prises pour placer l'usine Pressed Steel sous contrôle britannique, les opérations n'ayant pas pris l'ampleur prévue. De nombreuses difficultés avaient été rencontrées. L'industrie britannique de l'acier fut incapable de fournir des tôles d'acier assez grandes pour les machines Budd et, une fois qu'elles furent disponibles, les fournitures Américaines étaient encore 25 % moins chères. Les magnats William R. Morris et Edward G. Budd furent incapables de régler leurs différends.
Budd porta ses ennuis avec Morris devant la Haute Cour, qui trancha en sa faveur et en juin 1930, par une résolution des actionnaires prise en charge par une ordonnance de la Haute Cour, l'administration de Morris Motors Limited fut obligée de se retirer du conseil d'administration, les parts de Morris Motors devant être reprises ailleurs ou remises à la société. Ce fut suivi par l'annonce d'une réduction du capital de 1,6 million £ à 1,2 million £. Morris ayant perdu le capital investi et le droit de nommer des administrateurs, Pressed Steel était maintenant libre de fournir d'autres clients.
Au salon de la carrosserie de 1931, tenu au salon de l'Automobile Olympia, à côté des produits de Salmons, Thrupp & Maberly, Windovers, etc., Pressed Steel Company expose des carrosseries de berline Austin Douze-six Harley de luxe, une berline Hillman Wizard 75 de luxe et la Rover Pilote 12 chevaux six cylindres. Les lecteurs du Times apprirent que les carrosseries étaient faites en quatre morceaux, le dos, les deux côtés et le devant. Les portes étaient également pressées d'une pièce. Ces carrosseries d'acier étaient réputées donner aux voitures de la légèreté et une grande rigidité, plus de place à l'intérieur et une meilleure visibilité.

## L'indépendance

### Cowley, Theale, Linwood I
À la fin de 1935 Budd accepta de vendre sa participation de contrôle à des intérêts britanniques, rendant Pressed Steel complètement indépendante produisant à partir de la mi-1930 des carrosseries de voitures pour les concurrents de Morris,.
Le degré d'achèvement du produit fini de Pressed Steel varie largement. Dans certains cas, des pièces non peintes sont livrées au client pour la finition et l'assemblage mais cela va jusqu'à la livraison de carrosseries entièrement assemblées, peintes, parées et vitrées.

#### La consolidation de l'industrie de 1953

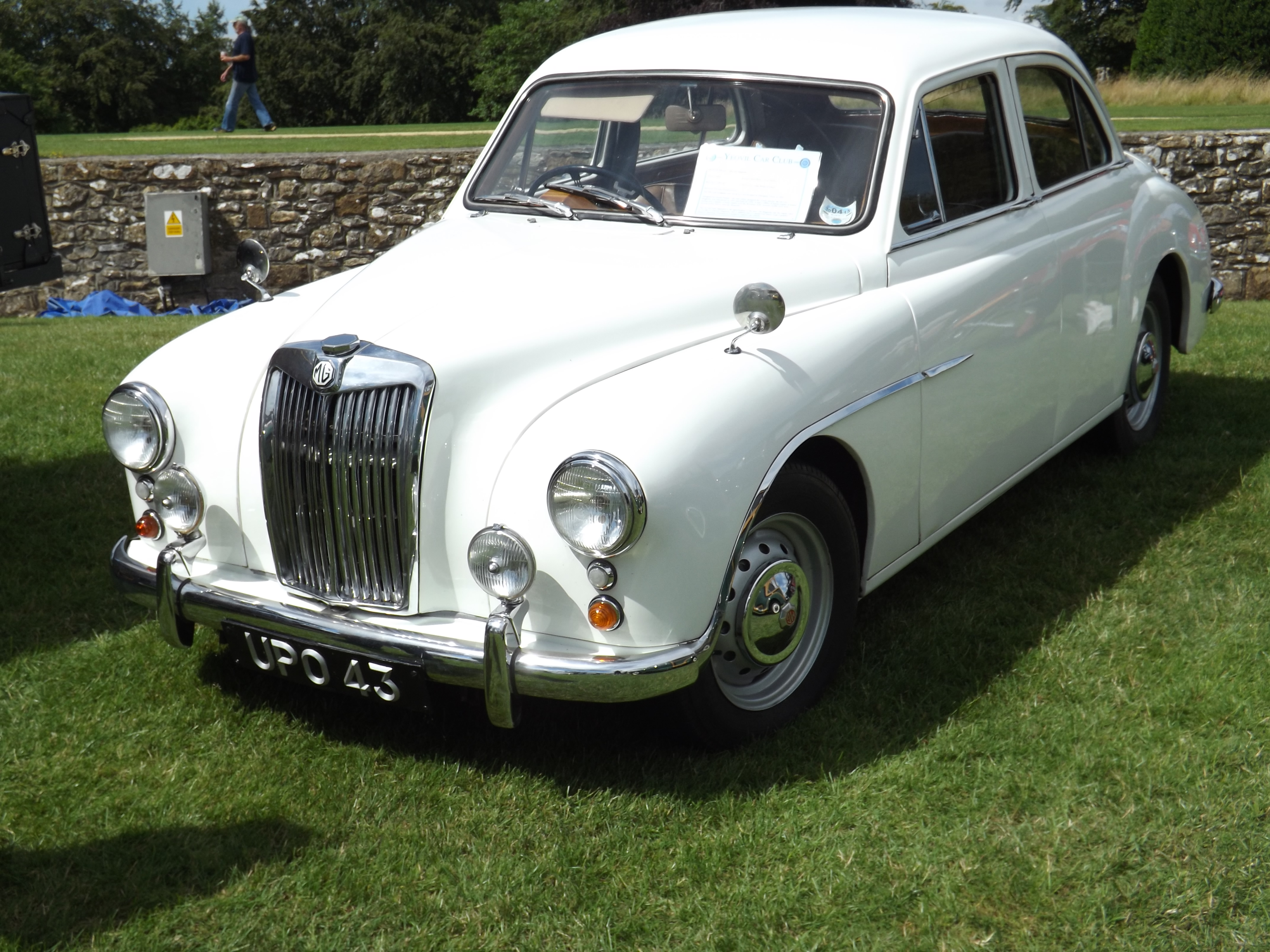
MG Magnette ZA

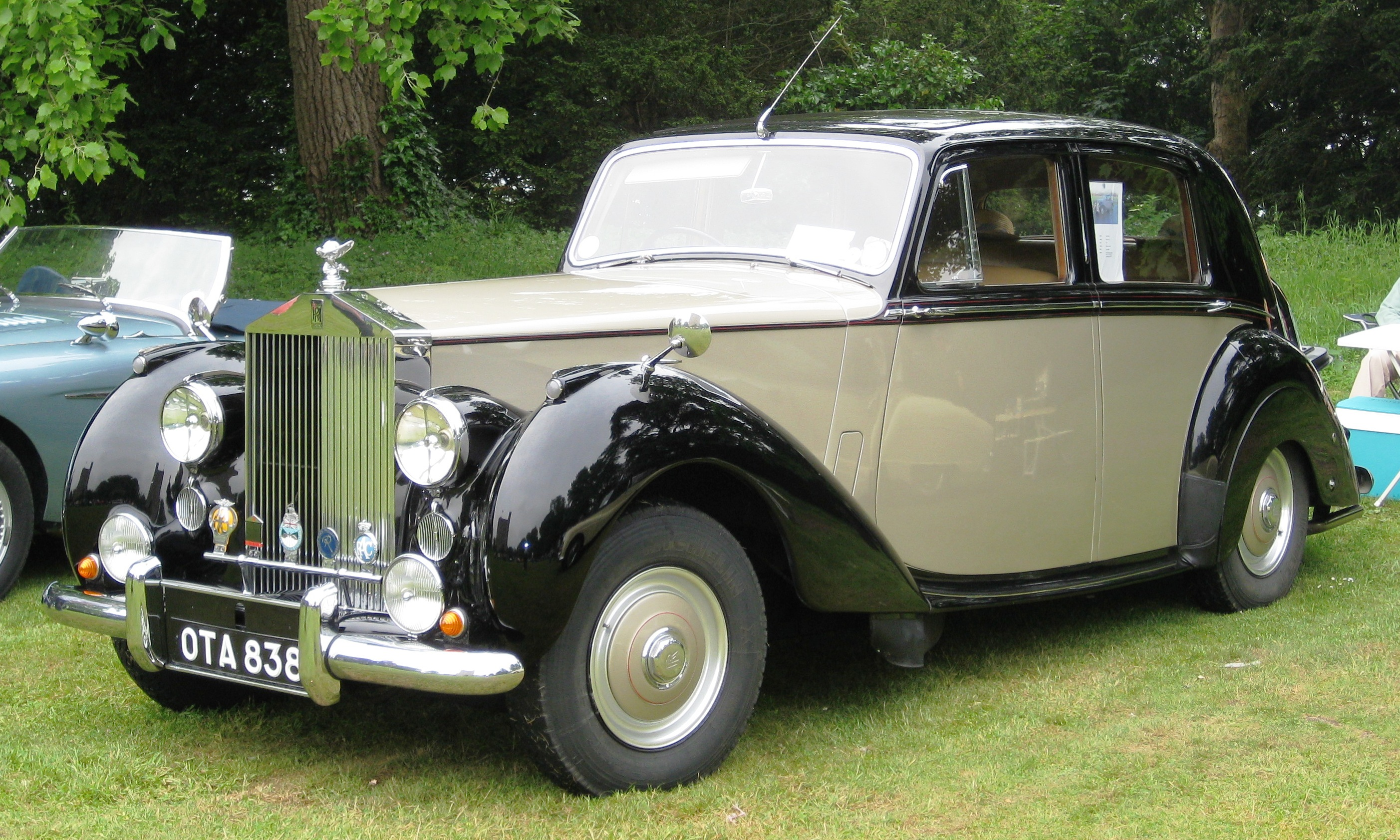
Rolls-Royce Silver Dawn avec pressages Pressed Steel, 1953

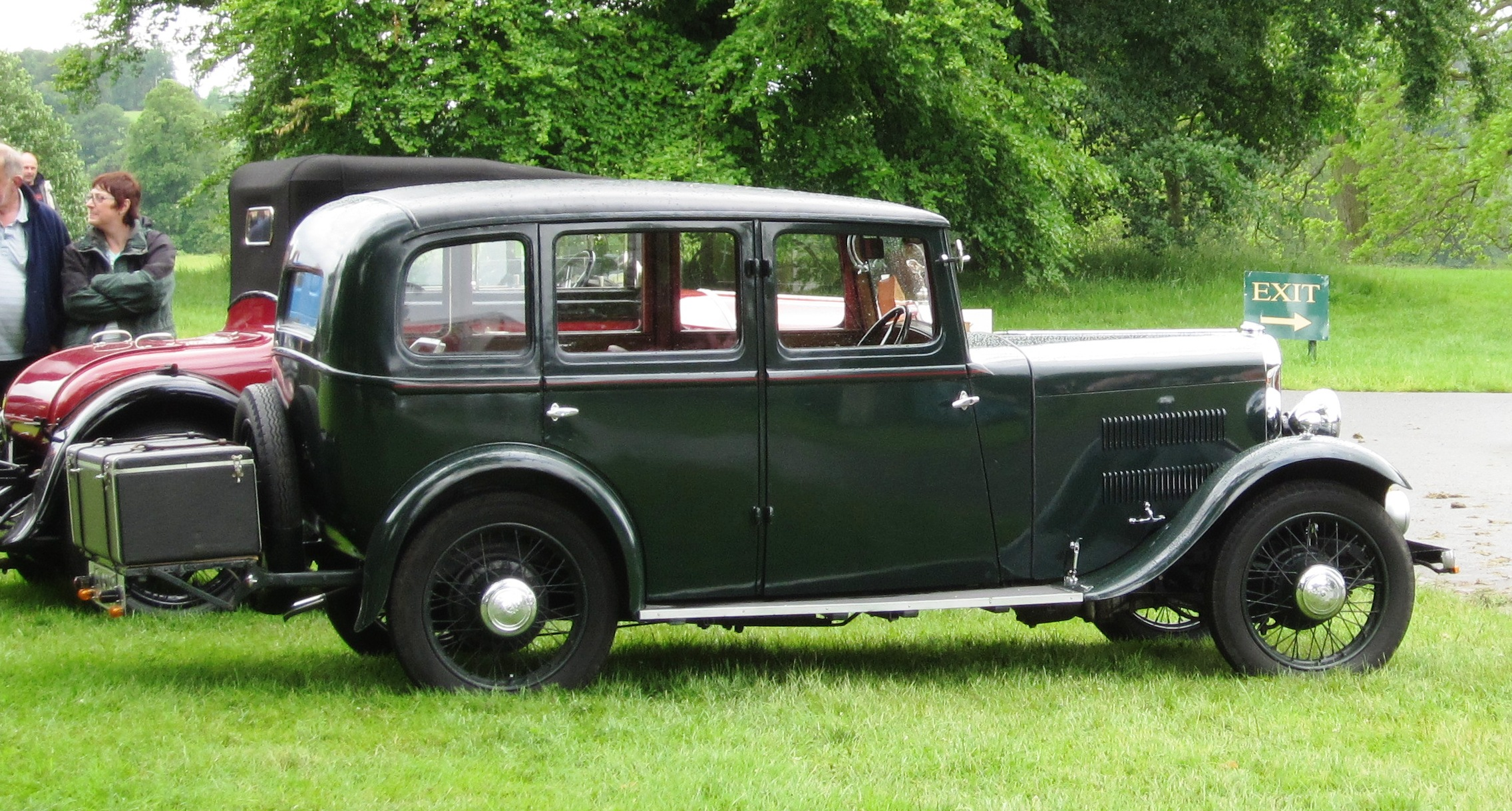
Rover 10 en finition Regal, avec roues profilées Magna, pare-chocs, carrosserie en tôle d'acier embouti. Une calandre de type pierre de garde protège le radiateur

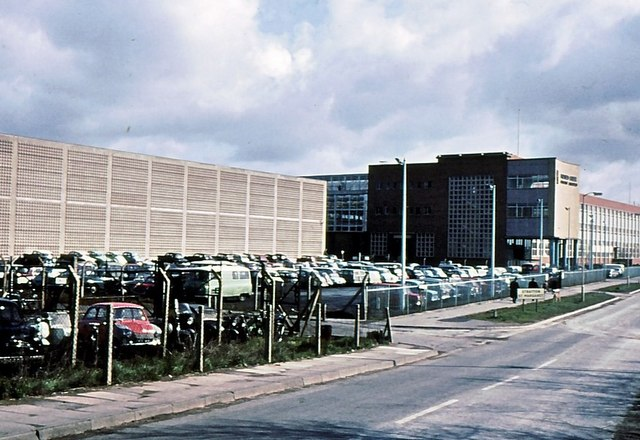
L'usine de Swindon en 1967

Comparée aux États-Unis et à la France, l'industrie automobile britannique avait alors peu d'intégration verticale. Les "Big Five" britanniques se sont alors tournés vers leurs fournisseurs de carrosseries. Au printemps de 1953, Briggs Motor Bodies, Américain comme Budd, vit la majeure partie de ses opérations britanniques avalée par Ford. L'automne suivant, la British Motor Corporation acquiert Fisher & Ludlow, fournisseurs de Standard-Triumph, qui furent ensuite obligés de prendre contrôle de la relativement petite Mulliners mais le développement prit quelques années et Mulliners dut fermer à la fin de 1960. Pressed Steel se retrouvait seul fournisseur indépendant de carrosseries de voitures produites en masse en Grande-Bretagne.
En décembre 1953 Pressed Steel Company Limited fut en mesure d'annoncer: "Le plus grand atelier d'emboutissage d'Europe avec plus de 350 puissantes presses fournissant des pressions jusqu'à 1 000 tonnes... une usine de la zone à Cowley de plus de la moitié de la taille de Hyde Park... Ici, en effet, avec ses 12 000 travailleurs et plus, se situe l'une des plus grandes entreprises industrielles de Grande-Bretagne."
Usines: Cowley, Oxford. Theale, Berkshire. Linwood, Écosse.
Siège Social: Cowley
Bureau De Londres: Sceptre House, 169 Regent Street W1.
Fabricants de carrosseries et de pressages pour de nombreux grands noms de l'industrie automobile britannique, parmi lesquels Rover, Austin, Daimler, Hillman, Humber, Jaguar, Lanchester, Morris, Morris Commercial, M. G., Riley, Singer et Wolseley.
Le plus grand fabricant de carrosseries de Grande-Bretagne, pionnier des carrosseries en tôles embouties et châssis-caisse en quantité.
Fabricant des réfrigérateurs Prestcold, de wagons de chemin de fer en acier, de matériel agricole et de pressages de tous les types.
Les noms des clients non inclus dans la liste ci-dessus comprennent Vauxhall, Rolls-Royce et Bentley, Alfa Romeo et Volvo.

### Swindon, Linwood II
En 1956 fut ouverte une nouvelle usine à Swindon pour fournir une capacité supplémentaire, et, en 1961, l'usine de Linwood, en Écosse, aux côtés de la nouvelle usine Rootes Linwood pour fournir des carrosseries à la nouvelle Hillman Imp produite. À la fin du XXe siècle, le site de Linwood est complètement effacé. Il est maintenant en partie occupé par un complexe de salles de cinéma.

### Outillage
Pressed Steel était l'un des principaux fabricants d'outillage de presses pour Morris, Hillman, Rover et Rolls-Royce et de nombreux autres constructeurs de voitures à travers le monde, y compris Opel, Alfa Roméo, etc.

### Recherche et Développement
Le département R&D qui fut mis en place à Cowley au début des années 1960, et plus tard transféré vers leur site de développement de Gaydon [1980], était un centre d'excellence pour l'industrie, avec de nombreux nouveaux procédés, y compris le développement de la peinture électrophorétique, la coulée plein moule, les robots de soudage et d'assemblage, la robotique de l'adhésif et de l'application de produits d'étanchéité, et la robotique de peinture parmi beaucoup d'autres grandes premières dans l'industrie. À la fin des années 1960 et au début des années 1970, la R&D devint pionnier dans l'utilisation de l'Analyse des éléments Finis de la structure de carrosserie, et développa des techniques de simulation d'accidents complètement informatisées pour l'ensemble du véhicule, les occupants et les piétons. Entre 1973 et 1980, la R & D a également développé des réservoirs de carburant en plastique qui s'avérèrent supérieurs aux seuls autres, produits par Volkswagen.

## British Leyland et BMW
En 1965, Pressed Steel emploie 26 000 personnes. Son chiffre d'affaires à l'industrie automobile britannique—plus de 90 % du chiffre d'affaires total— atteint 40 % de celui de BMC et une proportion similaire de Rootes. Cependant, les carrosseries livrées à BMC étaient relativement inachevées, tandis que les carrosseries livrées à Rootes étaient peintes et parées, donc en termes de nombre de carrosseries, 61 % vont à BMC et 27 % à Rootes.
BMC se fournissait pour seulement environ un quart à un tiers de ses besoins en Acier embouti chez Pressed Steel, obtenant le reste de ses filiales Fisher & Ludlow, Nuffield Metal Products, Austin, Morris Commercial cars et Morris Motor Bodies. Le groupe Rootes était presque entièrement dépendant de Pressed Steel pour ses carrosseries de voitures. Jaguar et Rover ont également été entièrement ou très largement dépendants de Pressed Steel pour les carrosseries de leurs voitures.
Un facteur couvert dans le Rapport de la Commission des Monopoles est l'association de Chrysler avec le Groupe Rootes, de sorte qu'il y avait la possibilité de prendre le contrôle depuis les États-Unis, mettant les fournitures des carrosseries Jaguar et Rover à risque si les propositions de BMC recevaient un veto. Il a également été noté par la commission qu'un document interne établi alors que les négociations entre BMC et Pressed Steel était en cours, déterminant que les termes et les assurances offertes aux clients, y compris la continuité de l'approvisionnement des carrosseries ou des outils pour les clients autres que BMC, serait soumis aux exigences propres de BMC. La Commission a ensuite obtenu l'assurance que la répartition soit faite à tous les clients sur base d'un pro rata.
En 1965, la Pressed Steel fut acquise par la British Motor Corporation (BMC), et BMC souhaitait associer Pressed Steel avec sa filiale Fisher et Ludlow, acquise par BMC quelque douze ans plus tôt, créant ainsi Pressed Steel-Fisher (PS-F). Au moment de la fusion, la Pressed Steel était le plus grand fabricant indépendant de carrosseries de voiture et d'outillage de carrosserie au monde.
Au troisième trimestre de 1966 BMC termina son rachat de Jaguar Cars,. Le 14 décembre 1966, les actionnaires BMC approuvèrent le changement de nom en British Motor Holdings (en) (BMH) qui prit effet à ce moment,.
Au début de 1968, BMH fusionna avec Leyland Motor Corporation (LMC) pour former le groupe British Leyland Motor Corporation (BLMC), À ce moment, PS-F était devenu le plus grand fabricant de carrosseries de voitures et d'outillage de carrosserie indépendant au monde et fournissait des carrosseries et des outils non seulement à l'industrie automobile britannique, mais aussi à Volvo, Alfa Romeo et Hindustan Motors. Sous BLMC, l'entreprise Pressed Steel-Fisher devint la division Pressed Steel-Fisher.
En 1975 BLMC fut nationalisé et devient British Leyland Limited.

### Swindon
Lorsque BMW acquit Rover Group en 1994, ils devinrent propriétaires de l'usine d'emboutissage de Swindon. Bien que BMW disposa de beaucoup d'actifs du Groupe Rover en 2000, ils conservèrent l'usine de Swindon et créèrent une filiale, Swindon Pressages Limited (SPL), en 2000. SPL fournit maintenant la plupart des panneaux de carrosserie et des sous-assemblages pour les modèles Mini produits dans l'Usine d'Oxford à Cowley, qui était le site initial de la Pressed Steel.

## Diversification

### Usine de Réfrigérateurs Domestiques
Sous le nom Prestcold, Pressed Steel fournissait des réfrigérateurs pour la maison, des chambres froides industrielles, et des installations maritimes. La Domestic Refrigeration Factory (DRF)—dont il fut publiquement reconnu que le produit des quatre premières années n'était pas fiable,—a commencé en 1933 et était située dans le site de Cowley pendant de nombreuses années avant d'être transféré à Swansea, dans un schéma de régénération parrainé par le gouvernement, une association malchanceuse avec les machines à laver Rolls.
En tant que fournisseur de l'entreprise de l'entrepreneur John Bloom lorsque Rolls Razor fut mise en liquidation en juillet 1964, Pressed Steel dut 1 200 000 $. Ainsi se termina l'aventure des appareils électroménagers Prestcold.
La réfrigération industrielle fournie à une grande échelle à des supermarchés, des commerces de détail et des groupes alimentaires a été maintenue pendant de nombreuses années sur le site de Theale, près de Reading.

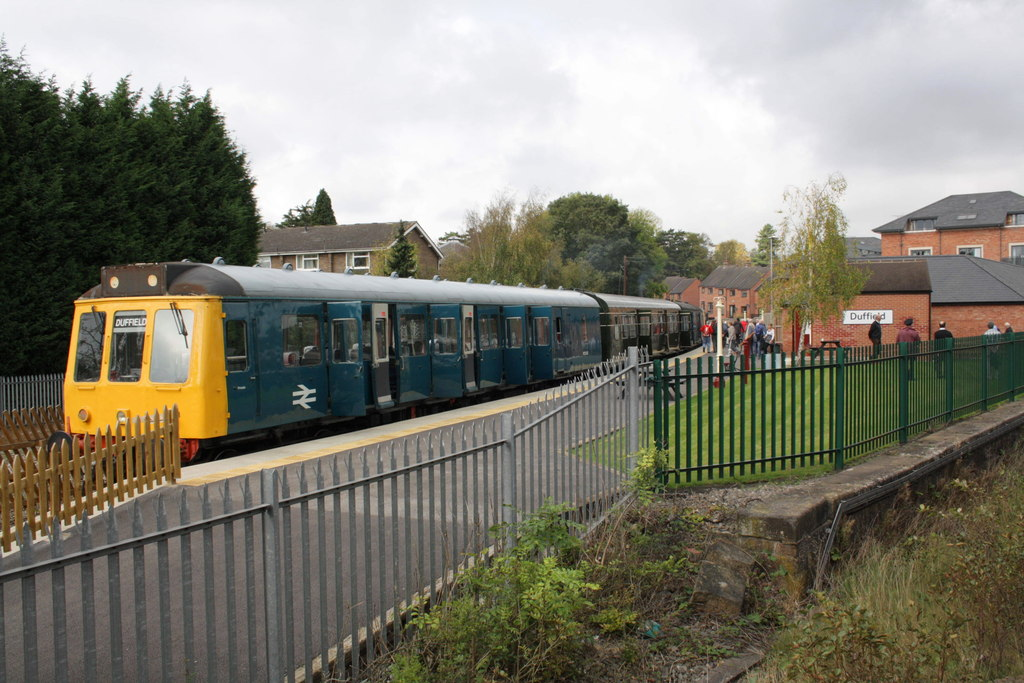
Unité de banlieue de Classe 117 no 51360, fabriqué par la Pressed Steel.

### Matériel roulant ferroviaire, Linwood
L'ancien associé Budd Corporation construisait du matériel roulant pour passagers. Une usine d'ingénierie existante à Linwood, Écosse, avait été acquise par Pressed Steel en 1947, où fut fabriqué le matériel roulant ferroviaire. Un pic de production a été atteint à la fin des années 1950 - début des années 1960. Les types de matériel roulant produits suivaient les normes de conception des chemins de fer britanniques, et comprennent: voitures standard, British Rail Class 117 Unités Multiples Diesel, British Rail Class 303 "Blue Train" Unités Multiples Électriques, et des véhicules spécialisés comme les voitures-restaurants. Pressed Steel reçut quelques commandes après l'achèvement du passage au trains diesel modernes.

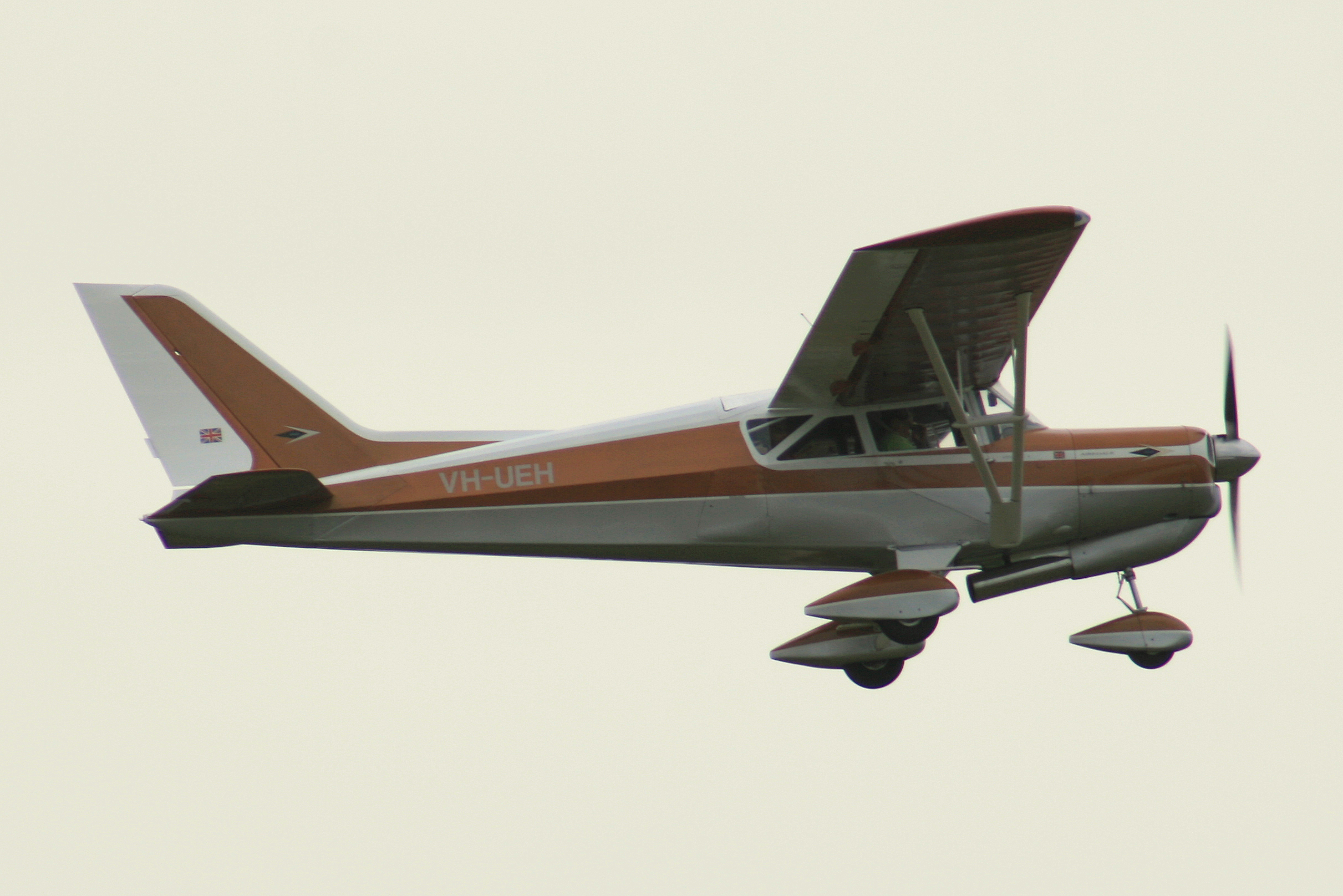
Beagle Airedale 1961

### Beagle Aircraft
Acronyme de British Executive and General Aviation Limited. En 1960, Pressed Steel fut persuadé par Sir Peter Masefield d'investir dans des avions légers en formant la division Beagle Aircraft. Beagle a été vendue au gouvernement en décembre 1966. Cette entreprise a fait perdre à Pressed Steel environ 3 millions de livres sterling.
Les installations Beagle de Shoreham-by-Sea ont été achetés à leur prise de contrôle par Miles Aircraft et celles de Rearsby par Auster.